# Bartramidula roylei
Bartramidula roylei är en bladmossart som beskrevs av Bruch och W. P. Schimper in B.S.G. 1846. Bartramidula roylei ingår i släktet Bartramidula och familjen Bartramiaceae. Inga underarter finns listade i Catalogue of Life.